# Фазлаев, Нурулла Гарифуллович
Нурулла Гарифуллович Фазлаев (1909, село Мочалей (Татарстан), Российская империя — 1997) — советский военный деятель, Герой Советского Союза.

## Биография
Родился 6 марта 1909 года в селе Мочалей в крестьянской семье. По национальности татарин.
Окончил 7 классов. В 1940 году Н. Г. Фазлаев переехал в город Джамбул Казахской ССР. Работал на лесоразработках, каменщиком в ремонтно-строительной конторе горкомхоза.
В Красной Армии с августа 1941 года в составе 253-го инженерно-строительного батальона. С 29 августа батальон участвовал в операции «Согласие» в Иране.
В действующей армии — с июля 1943 года. Член ВКП(б)/КПСС с 1943 года. Участник Курской битвы. Прибыв на Курскую дугу, батальон получил боевой приказ — проложить в минных полях путь наступающим войскам. В первый день отделение Фазлаева обезвредило 500 мин, на второй день было извлечено 750, на третьи и последующие сутки сапёры Фазлаева снимали по 1000 вражеских мин.
Командир отделения 281-го отдельного штурмового инженерно-сапёрного батальона (19-я инженерно-сапёрная бригада, 13-я армия, 1-й Украинский фронт) старшина Фазлаев при форсировании реки Одер 26 января 1945 года в районе населённого пункта Хохбаушвиц (6 км севернее города Сьцинава, Польша) первым со своим расчётом навёл паромную переправу. Сапёры отделения на резервном понтоне под сильной бомбежкой и артиллерийским огнём противника переправили на правый берег Днепра целый полк. В течение 5 суток по ней были переправлены сотни автомашин и орудий, много боеприпасов, что способствовало удержанию плацдарма. Звание Героя Советского Союза присвоено 10 апреля 1945 года.
После победы над фашистской Германией в 1945 году старшина Фазлаев был демобилизован и вернулся в Казахстан. Жил в городе Джамбул (ныне Тараз). Умер в 1997 году.

## Награды
- Медаль «Золотая Звезда» (звание Героя Советского Союза присвоено 10.4.1945),
- орден Ленина,
- орден Отечественной войны 1-й степени,
- орден Отечественной войны 2-й степени,
- два ордена Красной Звезды,
- медали.

## Память
- Именем Н. Г. Фазлаева названа улица в городе Тараз Республики Казахстан.